# Janovka
Janovka (německy Johannesberg) je malá vesnice, část města Velký Šenov v okrese Děčín. Nachází se asi 2,5 km na jihovýchod od Velkého Šenova. Je zde evidováno 14 adres. V roce 2011 zde trvale žilo 26 obyvatel.
Janovka leží v katastrálním území Staré Hraběcí o výměře 3,22 km².

## Historie
Nejstarší písemná zmínka pochází z roku 1786. Do roku 1946 nesla obec název Johannesberg.

## Pamětihodnosti
- Obnovený dřevěný kříž na místě staršího kříže, který stál původně mezi dvěma lípami.
- Kaple svatého Jana Nepomuckého byla postavena roku 1881. Na její výstavbu přispěl mj. i císař František Josef I., a to částkou 100 zlatých. Kaple byla obdélná s půlkruhovým závěrem. Až do druhé světové války se v ní pravidelně 16. května konala slavnostní bohoslužba.[7] Kaple zanikla na počátku 80. let 20. století.[8]

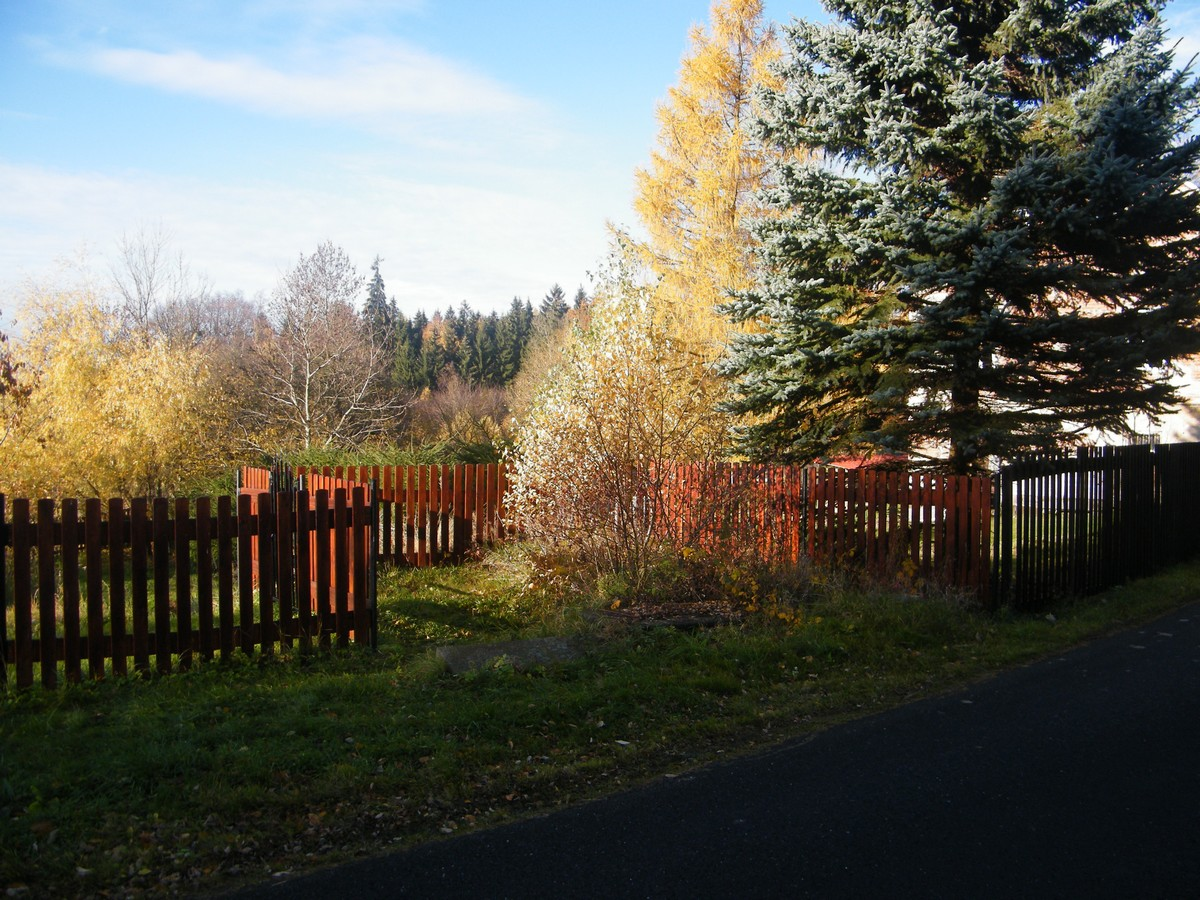
Místo, kde stávala kaple (2015)

## Obyvatelstvo
|                                                                      | 1869 | 1880 | 1890 | 1900 | 1910 | 1921 | 1930 | 1950 | 1961 | 1970 | 1980 | 1991 | 2001 | 2011 |
| -------------------------------------------------------------------- | ---- | ---- | ---- | ---- | ---- | ---- | ---- | ---- | ---- | ---- | ---- | ---- | ---- | ---- |
| Obyvatelé                                                            | 235  | 231  | 230  | 197  | 179  | 131  | 161  | 46   | 49   | 32   | 30   | 11   | 19   | 26   |
| Domy                                                                 | 30   | 33   | 34   | 33   | 33   | 30   | 30   | 38   | .    | 10   | 8    | 7    | 13   | 11   |
| Počet domů z roku 1961 je zahrnut v domech místní části Velký Šenov. |      |      |      |      |      |      |      |      |      |      |      |      |      |      |